# حسي عيسى (المضاربة والعارة)

تعديل مصدري - تعديل

حسي عيسى هي إحدى قرى عزلة العارة بمديرية المضاربة والعارة التابعة لمحافظة لحج، بلغ تعداد سكانها 209 نسمة حسب تعداد اليمن لعام 2004.